# Bakonybél
Bakonybél község Veszprém vármegyében, a Zirci járásban.

## Fekvése
Az Öreg-Bakony közepén, a Bakony legmagasabb hegye, a 709 méter magas Kőris-hegy közelében, a Gerence-patak völgyében fekszik. A legközelebbi város a 16 kilométerre lévő Zirc.

### Megközelítése
Csak közúton, a Zirc és Pápa térségét összekötő 8301-es úton közelíthető meg, amely végighúzódik a község központján.

## Története
Első fennmaradt írásos említése 1083-ból való (Beli). A település története mindvégig összefonódott a bencés monostoréval, melyet I. István alapított. Az Árpád-korban jelentős szellemi központ volt. 1023–1030 között itt remetéskedett Szent Gellért, előtte pedig Szent Günter. A falutól nem messze egy kápolna is emléket állít nekik. 
A török időkben teljesen elpusztult, majd a pannonhalmi apátság birtokába került, amely a török kiűzése után újratelepítette. A 18. század elején szlovákok, majd a század végén németek költöztek a faluba. 1815–1859 között híres üveghuta működött a településhez tartozó Somhegypusztán.
2018-ban felújították a Szent Mauríciusz Monostort.

## Közélete

### Polgármesterei
- 1990–1994: Baky György (SZDSZ)[3]
- 1994–1998: Kuti Ferenc (független)[4]
- 1998–2002: Kuti Ferenc (független)[5]
- 2002–2006: Baky György (független)[6]
- 2006–2010: Baky György (SZDSZ)[7]
- 2010–2014: Baky György Sándor (független)[8]
- 2014–2019: Márkus Zoltán (független)[9]
- 2019–2024: Márkus Zoltán (független)[10]
- 2024– : Márkus Zoltán (független)[1]

## Népessége
A település népességének változása:
| Lakosok száma | 1264 | 1240 | 1221 | 1204 | 1127 | 1106 | 1108 |
|               | 2013 | 2014 | 2015 | 2021 | 2022 | 2023 | 2024 |

A 2011-es népszámlálás idején a lakosok 88,3%-a magyarnak, 1,3%-a németnek, 0,1%-a cigánynak, 0,1%-a szlováknak mondta magát (15% nem nyilatkozott). A vallási megoszlás a következő volt: római katolikus 75,1%, református 1,9%, evangélikus 0,6%, görögkatolikus 0,2%, felekezeten kívüli 2,7% (17,9% nem nyilatkozott).
2022-ben a lakosság 94,4%-a vallotta magát magyarnak, 1,4% németnek, 0,5% ukránnak, 0,5% cigánynak, 0,1-0,1% románnak, görögnek, örménynek, bolgárnak, ruszinnak és szlováknak, 2,9% egyéb, nem hazai nemzetiségűnek (4,9% nem nyilatkozott; a kettős identitások miatt a végösszeg nagyobb lehet 100%-nál). Vallásuk szerint 51,8% volt római katolikus, 2,8% református, 1,2% evangélikus, 0,6% görög katolikus, 0,2% ortodox, 1,7% egyéb keresztény, 1,2% egyéb katolikus, 5,9% felekezeten kívüli (34,5% nem válaszolt).

## Képek

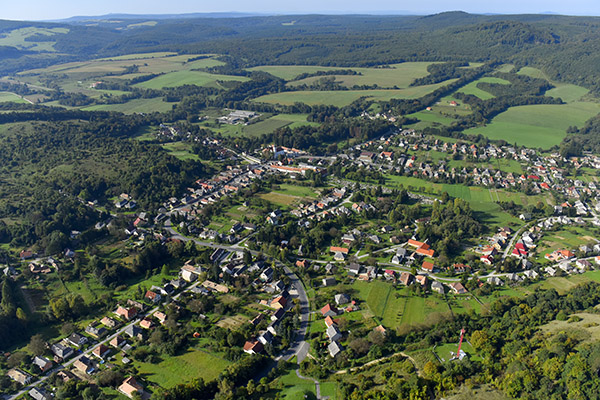
A település látképe madártávlatból
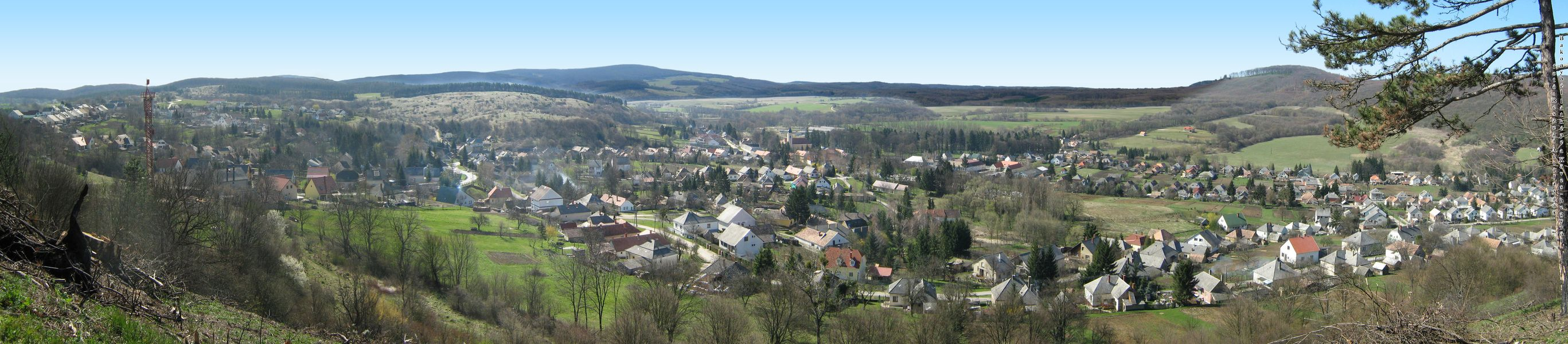
Bakonybél látképe a Köves-hegyről
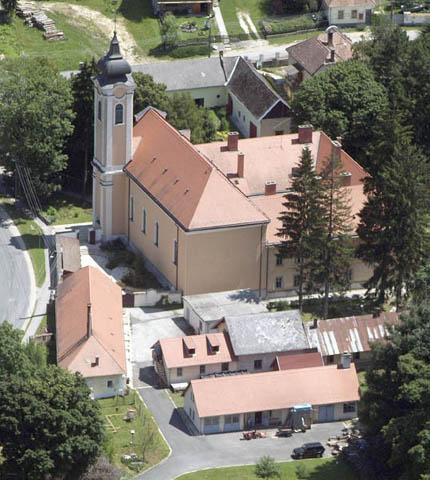
A bencés monostor épületegyüttese
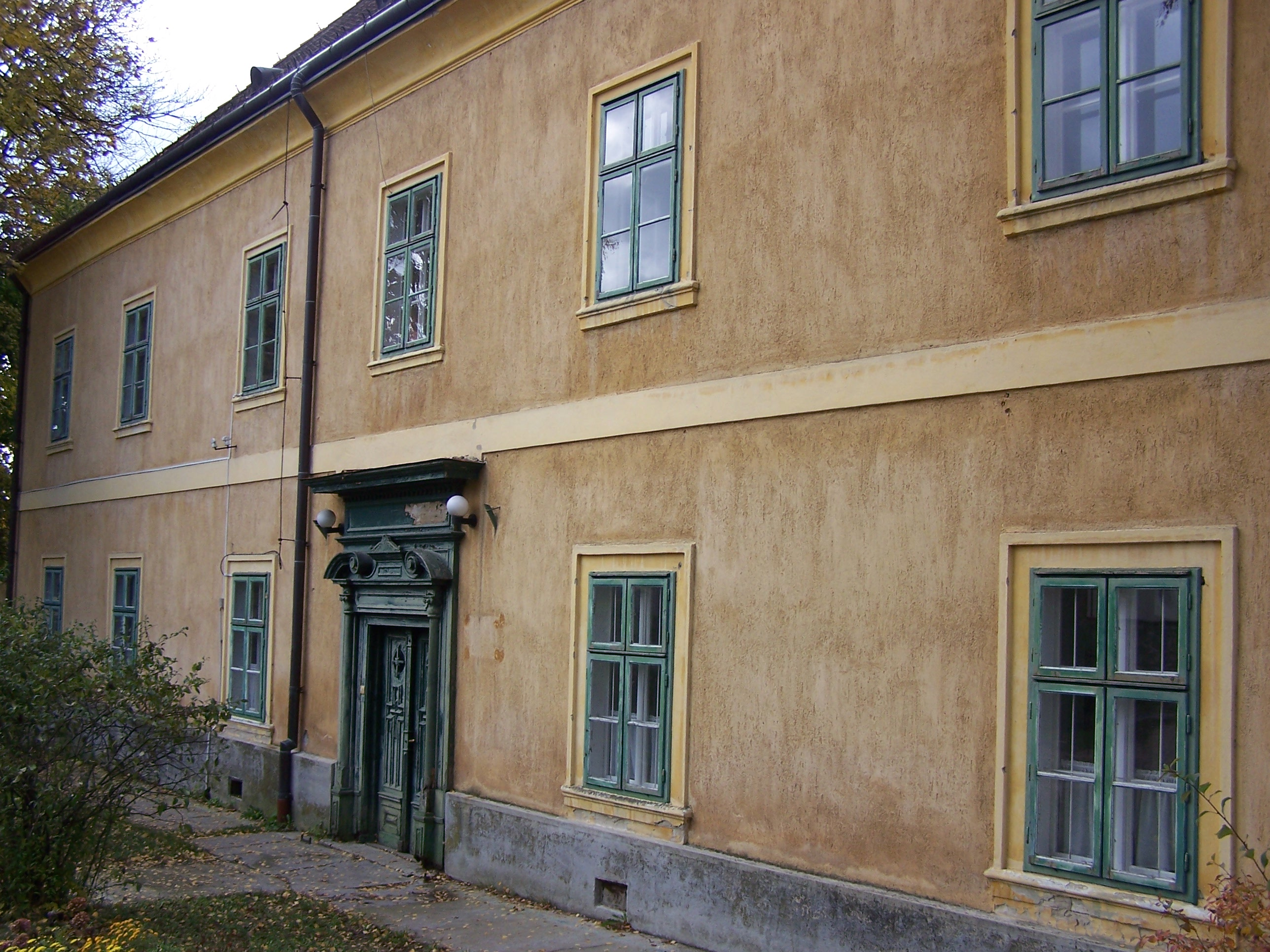
A bencés monostor a felújítás előtt
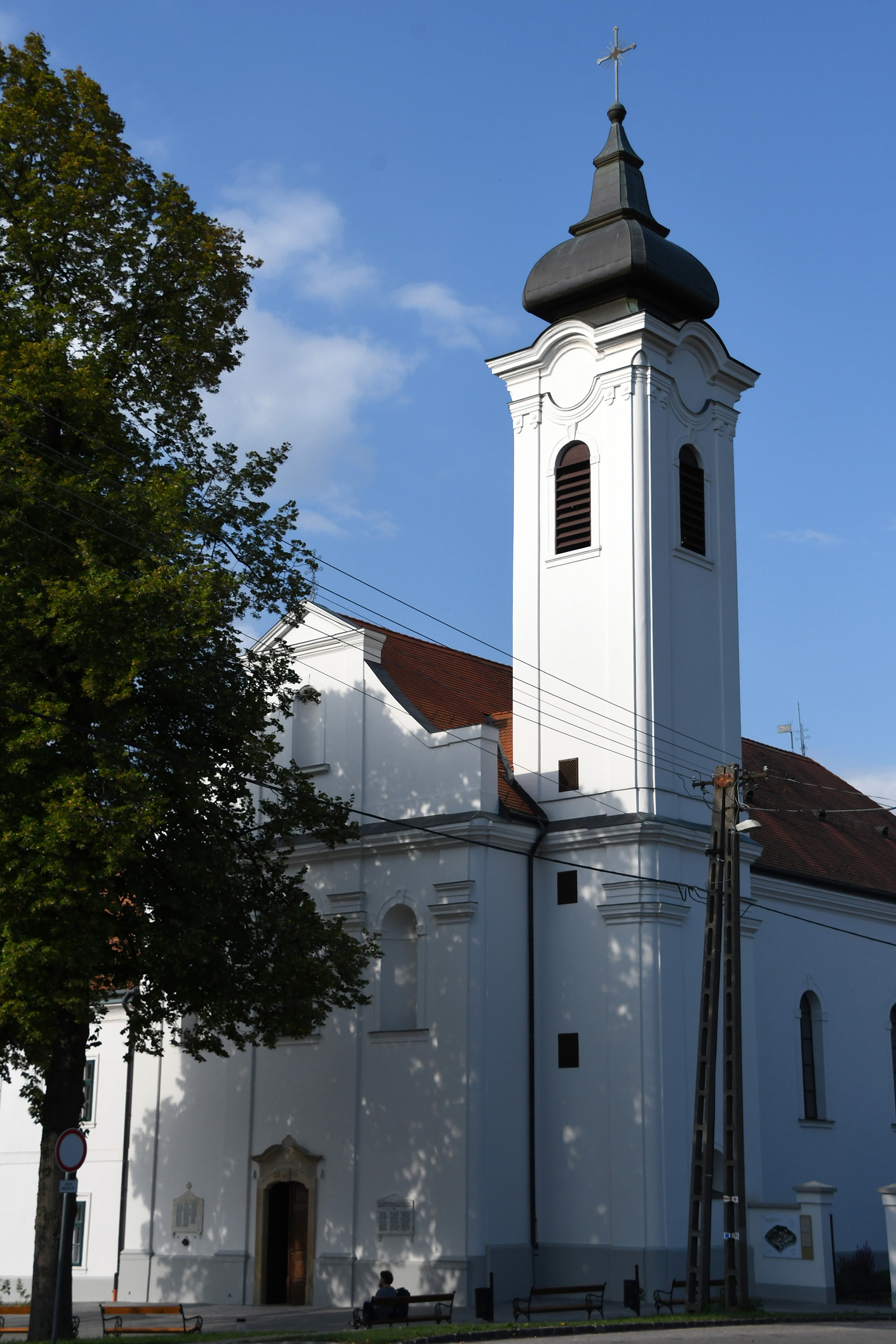
Bakonybél temploma
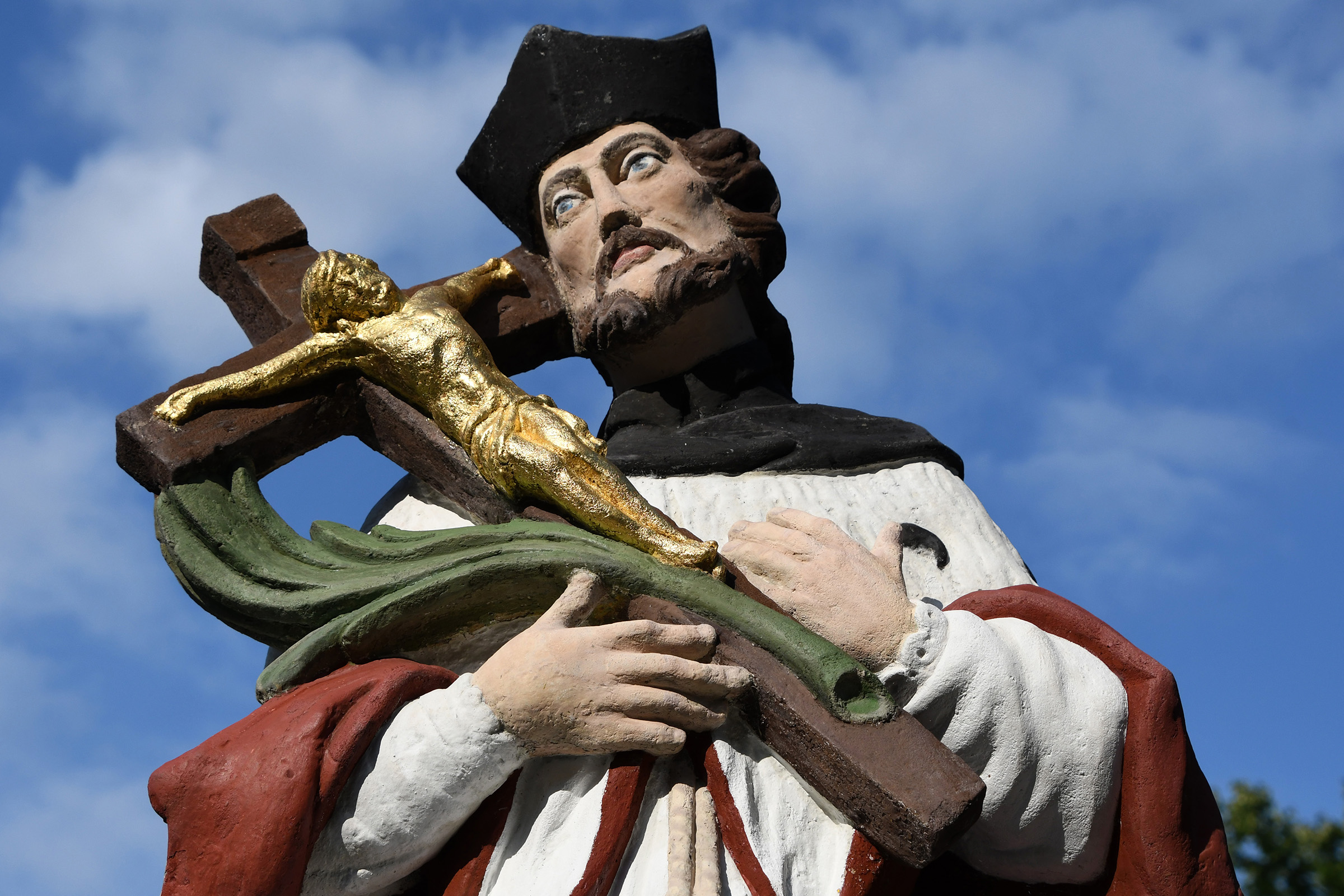
Nepomuki Szent János-szobor
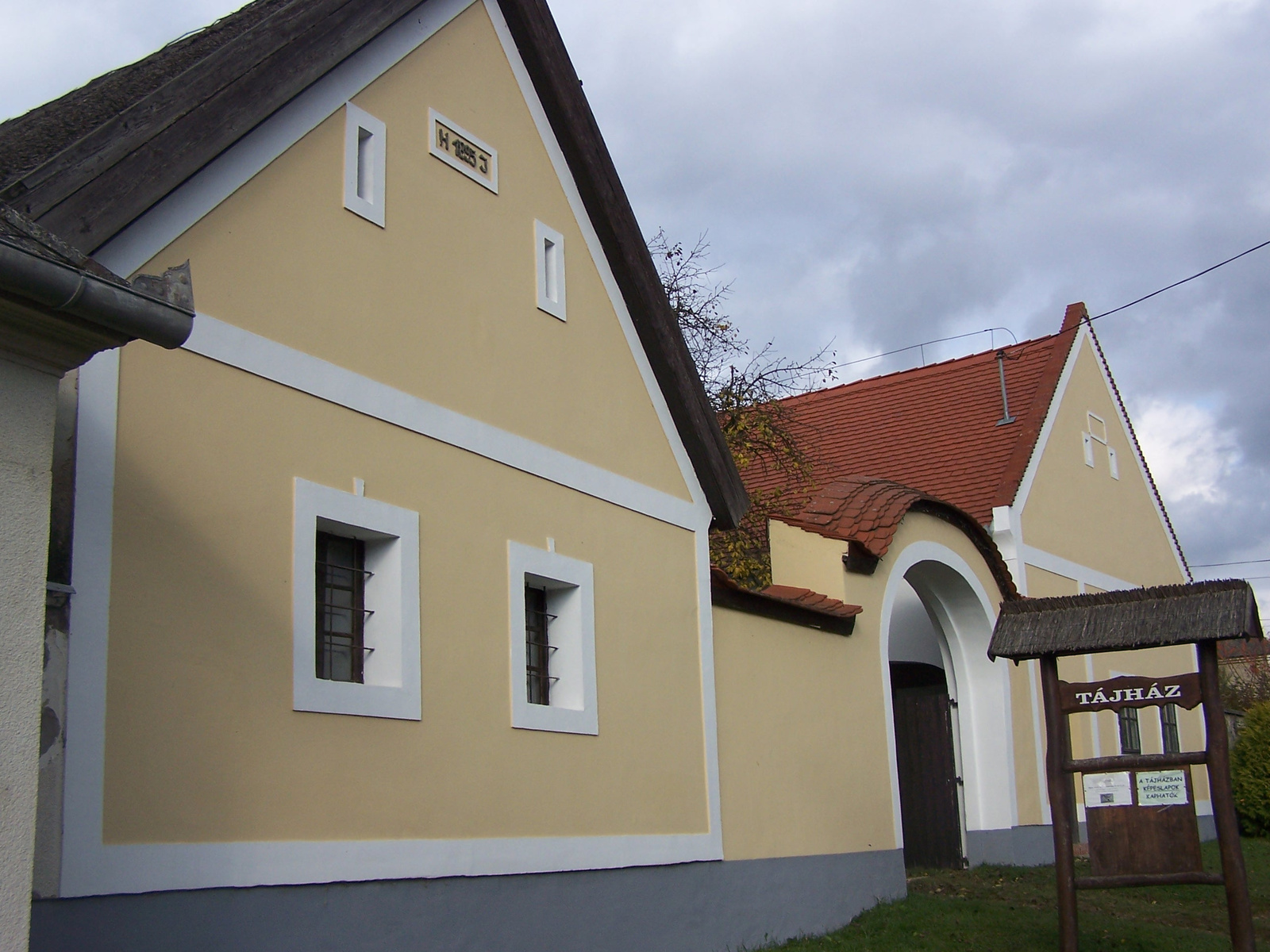
Tájház
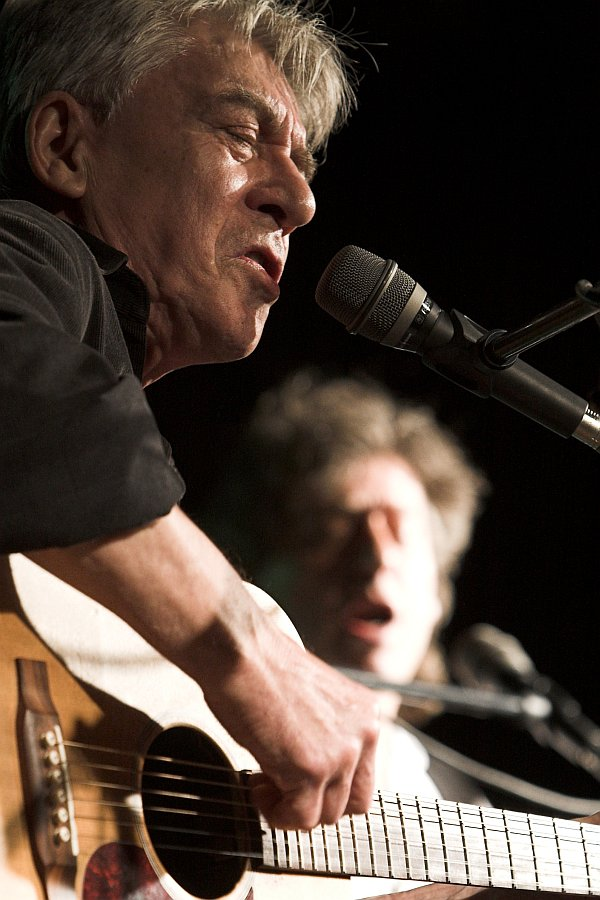
Cseh Tamás, Bakonybél díszpolgára

## Nevezetességei

### Turisztikai látványosságai
- Római katolikus templom (Szent Móric és társai vértanúk)
- Szent Mauríciusz Monostor:[13] barokk stílusú, 18. század
- Szentkút-kápolna
- Pannon Csillagda[14]
- Szabadtéri Néprajzi Múzeum, tájház
- Kirándulóhelyek: Kőris-hegy, Odvaskői barlang, Kerteskő-szurdok
- Hubertlaki-tó, a bakonyi „Gyilkos-tó”[15] – Hubertlak az Esterházy család vadászkastélya volt, de leégett.[16]
- Bakonybéli Erdészet hubertlaki turistaháza[17]
- Hamuházi-rét, ahol az Esterházy grófok emeletes vadászkastélya, a Hubertlak állt, ma pedig vadászház és egy kulcsosház.[18]

### Nevezetes emberek
- Guzmics Izidor (1786–1839) bencés szerzetes, közíró, teológus, az MTA tagja, Kazinczy Ferenc egyik leghívebb barátja, 1832 és 1839 között bakonybéli apát
- Utolsó éveiben itt működött és itt is halt meg Kovács Márk János (1782–1854) bencés szerzetes, tanár, hitszónok, költő.
- Cseh Tamás zeneszerző, előadóművész, akit 2009. április 18-án Bakonybél díszpolgárává választottak. A faluban, amely indiántáborok kiindulópontja is, saját birtokkal rendelkezett. Élete utolsó két esztendejében Bakonybél állandó lakosa volt.[19]
- Zoltvány Irén Lajos irodalomtörténész, pedagógus, a pannonhalmi főiskola egykori igazgatója, 1921–1938 között Bakonybél apátja